# Hesperantha leucantha
Hesperantha leucantha är en irisväxtart som beskrevs av John Gilbert Baker. Hesperantha leucantha ingår i släktet Hesperantha och familjen irisväxter. Inga underarter finns listade i Catalogue of Life.